# Schoenobius sasakii
Schoenobius sasakii  (лат.) — вид чешуекрылых насекомых из семейства огнёвок-травянок. Распространён на юге Приморского края и в Японии. Размах крыльев самцов 23—24 мм, самок — 30—40 мм. Передние крылья коричнево-жёлтые, с продольной полосой, которая отходит от начала срединной ячейки.